# USA Cycling Professional Tour

Logo de l'UCI Cycling Professional Tour

L'USA Cycling Professional Tour est une série de courses cyclistes sur route professionnelles masculines américaine organisée par USA Cycling. Il rassemble une quinzaine de compétitions se déroulant aux États-Unis et lors desquelles sont attribués des points permettant de désigner un coureur et une équipe vainqueurs à l'issue de la saison.

## Règlement
Les points attribués varient en fonction de la place obtenue par le coureur, et de la classification de la course par l'Union cycliste internationale :
- Si la course est classée HC, ou championnat national : le vainqueur obtient 100 points, le second 70, le troisième 40, puis de 30 à 3 points pour les places de 4e à 15e
- Si la course est classée 2.1 ou 1.1 : le vainqueur obtient 80 points, le second 56, le troisième 32, puis de 24 à 3 points pour les places de 4e à 12e
- Si la course est classée 2.2 ou 1.2 : le vainqueur obtient 40 points, le second 30, le troisième 16, puis de 12 à 3 points pour les places de 4e à 8e
- Lors d'une étape de course par étapes, les 8 premiers obtiennent des points si la course est classée HC (20 points au vainqueur), les 6 premiers si la course est classée 2.1 (16 points au vainqueur) et les 3 premiers si la course est classée 2.2 (8 points au vainqueur). Le leader au classement général obtient 10, 8 ou 4 points selon la classe de la course.

Le classement par équipes est obtenu en additionnant les points obtenus par les coureurs de chaque équipe.

## Palmarès
| Année | Vainqueur du classement individuel      | Vainqueur du classement par équipes |
| ----- | --------------------------------------- | ----------------------------------- |
| 2007  | Levi Leipheimer (Discovery Channel)     | Discovery Channel                   |
| 2008  | Christian Vande Velde (Garmin Chipotle) | Garmin Chipotle                     |
| 2009  | David Zabriskie (Garmin-Slipstream)     | Columbia-HTC                        |
| 2010  | Michael Rogers (HTC-Columbia)           | HTC-Columbia                        |